# Сингулярна ізотермічна сфера
Сингулярна ізотермічна сфера — одна з найпростіших моделей просторового розподілу матерії в астрономічній системі (наприклад, галактики, скупчення галактик тощо).
Слово «сфера» в назві означає сферичну симетрію розподілу, «ізотермічним» профіль є в тому сенсі, що дисперсія швидкості (динамічний аналог температури) в усіх точках простору вважається однаковою, а «сингулярним» профіль називають через нескінченну густину в нулі.
Розподіл густини в сингулярній ізотермічній сфері задається формулою
{\displaystyle \rho (r)={\frac {\sigma _{V}^{2}}{2\pi Gr^{2}}},}
де σV2 — дисперсія швидкості, а G — гравітаційна стала.
Цей профіль є нефізичним через сингулярність на нульовому радіусі та той факт, що загальна маса, обчислена шляхом інтегрування функції до нескінченного радіуса, розходиться (тобто є нескінченною). Однак, він широко застосовується в публікаціях через простоту його форми.